# 莫应丰
莫应丰（1938年1月19日—1989年2月17日），湖南桃江人，中华人民共和国作家。毕业于湖北艺术学院，曾担任湖南省文联副主席、湖南省作家协会副主席、中国作家协会理事，1982年曾因《将军吟》荣获第一届茅盾文学奖。

## 生平
1938年，莫应丰出生在湖南省益阳县（今桃江县）。因家事变故，1944年随父母迁至大华猫嘴湾，在此渡过了他的童年和少年，直至1951年迁往株木谭。在莫氏族学凤起学校发蒙，后断续就读于桃谷山完小和谢林港淮海完小，因家境贫寒，屡次辍学，须烧炭、担竹自筹学费，仍奋力坚持读书。他天资聪颖，自小喜爱书法、戏剧和音乐，在益阳市第一中学遇良师助其接受系统的音乐教育，于1956年考入湖北艺术学院（现武汉音乐学院）附中，1959年升入该院作曲系学习。
1961年，因生活难以为继，莫应丰肄业从军，加入中国人民解放军，在广州军区空军战鹰文工团从事文艺创作工作。
1970年，莫应丰转业回湘，从广州市调到湖南省长沙市的群众文艺工作室担任文学组组长。1972年，莫应丰开始发表作品。1978年，莫应丰进入潇湘电影制片厂担任编剧。1983年，莫应丰进入湖南省文联工作，先后担任湖南省文联副主席、湖南省作协副主席和中国作协第四届理事会理事。
1989年2月，莫应丰因病去世。

## 作品

### 长篇小说
- 《小兵闯大山》1976年上海人民出版社
- 《风》1979，湖南人民出版社
- 《将军吟》上下册1980年人民文学出版社
- 《美神》1984年上海文艺出版社
- 《桃源梦》1987年人民文学出版社

### 中、短篇小说
- 《山高林密处》
- 《竹叶子》
- 《驼背的竹乡》
- 《死河的奇迹》
- 《重围》
- 《中伙铺》
- 《山村五月夜》
- 《满司公趣事》
- 《屠夫皇帝》
- 《黑洞》1989年湖南文艺出版社
- 《迷糊外传》1982年湖南人民出版社
- 《莫应丰中篇小说集》1983年人民文学出版社，收录《半月塘传奇》等5个中篇
- 《麂山之迷（中、短篇小说集）1984，花城出版社
- 《走出黑林（儿童文学）1979，少年儿童出版社

## 家庭
莫应丰结婚2次。与前妻李明秀婚姻持续15年，有2个女儿：大女儿莫竹苇，小名贝贝，毕业于广州外贸学院；小女儿莫竹芩，小名婴婴。
第二任妻子欧阳慧龄。

## 奖项
- 1982年，《将军吟》荣获第一届茅盾文学奖。